# Liophis frenatus
Liophis frenatus este o specie de șerpi din genul Liophis, familia Colubridae, descrisă de Werner 1909. Conform Catalogue of Life specia Liophis frenatus nu are subspecii cunoscute.